# Abdij Sankt Johann im Thurtal
De abdij Sankt Johann im Turital was een benedictijnerabdij in het Zwitserse kanton Sankt Gallen.
De abdij Sankt Johann wordt voor het eerst vermeld in 1152. Het is daarmee het laatste in Zwitserland gestichte benedictijnerklooster. Het werd als pauselijk klooster gesticht in tegenstelling met de abdij van Sankt Gallen en de abdij Einsiedeln die keizerlijk georiënteerd waren. 
De voogdij over het klooster was afwisselend in handen van de heren van Ganterschwil en het graafschap Toggenburg. Onder de  keizers Frederik II en Hendrik VII lag de voogdij bij het Heilige Roomse Rijk. Vervolgens kwam de voogdij aan de graven van Montfort-Werdenberg, in 1396 aan het huis Habsburg en daarna weer aan Toggenburg en hun opvolgers uit het huis Raron.
Rond het klooster vormde zich als snel een dorp, later Alt Sankt Johann genoemd. In 1405 sloten de bewoners van het dal van Sankt Johann samen met andere gemeenten in het graafschap Toggenburg een bond met de stad Sankt Gallen en Appenzell. In 1468 kocht het abdijvorstendom Sankt Gallen het graafschap Toggenburg. Hierdoor kwam de abdij Sankt Johannonder de bescherming te staan van de abdij Sankt Gallen. In 1528 werd er veel vernield door een beeldenstorm en het klooster stond vervolgens tot 1532 leeg. Vanwege misstanden verloor de abdij uiteindelijk zijn zelfstandigheid en werd in 1555 ingelijfd bij de abdij Sankt Gallen.